# I Do! I Do!
I Do! I Do! és un musical amb llibret i lletres de Tom Jones i música de Harvey Schmidt que es basa en l'obra The Fourposter de Jan de Hartog. La història de dos personatges té una durada de cinquanta anys, de 1895 a 1945, ja que se centra en els avatars que experimenten Agnes i Michael durant el seu matrimoni. El decorat consisteix exclusivament en el seu dormitori, dominat pel gran llit de quatre columnes al centre de l'habitació.

## Història
Per al productor David Merrick, que inicialment va presentar l'obra a Broadway, I Do! I Do! era una inversió ideal perquè no comptava ni amb grans vestuaris ni escenografies ni amb un nombrós repartiment. Després de quatre preestrenes, la producció de Broadway, dirigida i coreografiada per Gower Champion, es va estrenar el 5 de desembre de 1966 al 46th Street Theatre i es va tancar el 15 de juny de 1968 després de 560 representacions. Mary Martin i Robert Preston formaven el repartiment original. Carol Lawrence i Gordon MacRae van fer les matinees a partir de l'octubre de 1967 i després va substituir Martin i Preston el desembre de 1967.
Martin i Preston van protagonitzar una gira nacional, inicialment programada per actuar 27 ciutats durant un any, a partir del març del 1968 a Rochester, Nova York. Tot i això, el febrer de 1969 Martin es va emmalaltir i la resta de la gira va ser cancel·lada. Carol Burnett i Rock Hudson també va actuar en una gira nacional, que realitzaren durant la pausa de Burnett del seu programa de televisió en 1973 i de nou el 1974 a The Muny, St Louis, Missouri i aDallas.
United Artists va anunciar una adaptació cinematogràfica, escrita per Champion i protagonitzada per Julie Andrews i Dick Van Dyke, però, després del fracàs comercial de diversos musicals durant aquella època, UA va desestimar el projecte a la primavera del 1970. Una versió televisiva produïda per Archer King amb Lee Remick i Hal Linden es va emetre el 1982.
El 1996 es va fer un revival al Lamb's Theatre de l'Off-Broadway, dirigit per Will Mackenzie i protagonitzat per Karen Ziemba i David Garrison. En van fer amb 52 actuacions.
L'espectacle és una producció popular de teatre regional i aficionat a tots els Estats Units i Canadà, a causa del cost mínim de muntar-la. Una producció al Chanhassen Dinner Theatre de Chanhassen, Minnesota va fer-se durant més de vint anys, protagonitzada per David Anders i Susan Goeppinger, que es van casar durant la seva carrera. Això va establir el rècord nord-americà d'una obra amb el repartiment original.

## Sinopsi
Acte I
Un dormitori amb llit de quatre columnes, chaise longue i cadira senzilla. Hi ha dues taules de vestir baixades a banda i banda. Michael i Agnes s'asseuen a les taules, vestits per al seu casament. Acaben el seu maquillatge i donen la seva roba de casament. Es mouen per la cerimònia, amb Agnes llançant les flors i els dos surten al públic per donar la mà i donar la benvinguda als convidats. Finalment, Michael porta a Agnes a través del llindar i cauen al llit ("Prologue").
Agnes es fa mal al peu. Michael li treu la sabata i li fa un petó. Agnes protesta; una mica borratxo, una mica plorós i molt nerviós. Michael afirma la seva creença que es van casar en una vida anterior i la seva dolçor la fa plorar. Obtenim una visió del Michael que aviat coneixerem quan arruïni el seu moment feliç, indicant-li que hauria de seguir endavant i plorar, a mesura que s'acaba la joventut. Es preparen nerviosament i elaboradament per a la nit de noces. Pugen al llit i treuen les fundes de nou per trobar, per al seu horror, un coixí brodat amb les paraules "Déu és amor". Michael està incòmode. Es diuen bona nit els uns als altres i Agnes admet que mai ha vist un home nu ("Goodnight"). Hi ha un silenci incòmode. Finalment, es besen i s'abracen apassionadament.
Un focus de llum arriba a Michael, assegut al davant de tot de l'escenari. Estira i somriu i explica a l'audiència un secret sorprenent: contràriament a la saviesa convencional, estima en realitat la seva dona ("I Love My Wife"). Ell es desperta i ballen junts. S'adorm i ella posa el coixí "Déu és amor" al cap, l'empeny i li fa un petó. La música es torna suau i tendra a mesura que Agnes redirigeix la sala. Ella plega la roba i les posa, es posa la roba que penja del vestidor i s'enfonsa en un vestit nou. Veiem que està molt embarassada. Ella rumia amb la maternitat imminent ("Something Has Happened").
A la següent apagada, escoltem una campana de moda antiga mentre Michael crida Agnes. Està al llit amb un llençol al cap mentre entra - encara molt embarassada - pressionant un bressol. Michael té dolors laborals i té molta necessitat i molèstia. Ja se sent desplaçat pel nadó a venir. Assegut a la falda, Agnes va per feina. Mentre Michael va a buscar el metge, es prometen entre ells que mai no deixaran passar res a la seva relació.
Els llums cauen sobre Michael, que està preocupat i prega per a que la seva dona i el seu bebè sobrevisquin ("The Waiting Room"). Tot va bé; Michael té un fill. Dona cigars al públic. Agnes entra, tot tirant una corda de roba feta amb bolquers i roba per a nadons. Michael s'adona ara que té una família a qui ha de proveir ("Love Is Everything"). Llavors, Agnes té una noia. Ara Michael sap que realment necessita guanyar diners. Malgrat l'estrès, l'amor no ho és tot… però fa que tot s'ho valgui la pena. La tensió entre Agnes i Michael comença a ser palpable. Michael s'ha implicat molt i s'ha autoimportant en la seva feina i en l'èxit com a novel·lista. La tracta com una domèstica poc domèstica, ja que dona audiència a escriptors i escriptures, temes i obres. Ella l'interromp al mig de la seva diatriba i diu que la seva feina s'enfosqueix. Ell corregeix la seva gramàtica, li critica la cuina i la duresa habitual, insistint que ella l'acompanya a festes literàries en les quals se sent incòmode. Ella explica que també té una llista d'hàbits irritants (“Nobody’s Perfect”).
Tornen de la festa i discuteixen amargament. Admet tenir una relació permanent amb una dona més jove. Acusa a Agnes d'haver-lo allunyat. També assenyala que tothom sap que els homes milloren amb l'edat i que les dones empitjoren ("A Well Known Fact"). Agnes surt de fàstic, i Michael acaba la cançó, fent una ràpida i vistosa sortida, un ídol matineu en tota la seva glòria. En resposta a que Michael ha criticat els seus hàbits de compra, Agnes comença a desfilar els articles extravagants de la seva taula. Ella fantasieja sobre com seria la seva vida si es tractés d'un divorciat si solitari que passés la nit fora ("Flamen Agnes").
Michael reapareix per acabar la seva discussió. Ella li diu que surti; ell es nega, ja que, afirma, és casa seva i la seva hipoteca. Decideix marxar, agafant el quadern de notes amb ella. Comença a llençar les coses a una maleta: el rellotge despertador, la camisa de nit, la crema freda i el coixí "God Is Love". Ara tenen els ulls ben oberts els uns dels altres ... i no és agradable ("The Honeymoon Is Over ")
Ella surt, amb l'ermini llançat sobre la camisa de nit, i "Flamen Agnes" es fixa decididament al cap. Ell espera un moment, segur del seu retorn. Quan ella no torna, es precipita darrera d'ella. Sentim una lluita i ell reapareix, arrossegant-la cap a l'habitació. Lluiten i ell la llança al llit. La seva ira es dissipa. Mirant-la pregàriament, li explica la seva solitud i el seu penediment. Els seus ulls s'omplen de llàgrimes i reconeix que ningú és perfecte ("Final - Acte I"). S'abracen.
Acte segon
Agnes i Michael són al llit, celebrant la nit de Cap d'Any. El coixí "Déu és amor" no hi és, com tampoc el canelobre. El temps ha passat; els seus fills són adolescents ara, celebrant les seves festes de cap d'any. Agnes i Michael envelleixen older ("Where Are the Snows?"). Michael està enfadat perquè el seu fill no ha tornat i baixa a la planta baixa per esperar-lo. Va cap a l'habitació, havent trobat un bourbon a l'habitació del seu fill. Discuten sobre la criança i Michael pren una gota de l'ampolla, només per descobrir que el seu fill ha omplert l'ampolla amb l'oli de fetge de bacallà que la seva mare pensava que l'administrava durant tres anys. Sentim que, fora de l'escenari, Michael ha enfrontat el seu fill a la porta amb la corretja d'afaitar, només per descobrir que el seu noi és un home, vestit amb l'esmòquing del seu pare.
Michael i Agnes reflexionen sobre els somnis i el lament dels seus primers anys casats. Agnes li pregunta a Michael si està decebut. No ho està ("My Cup Runneth Over"). Fantasien que els seus fills creixin i es vagin mudant. Fan plans per a la seva edat mitjana i jubilació: finalment acabarà la seva col·lecció de Tolstoi; es dirigirà a Tahití i aprendrà a fer el hootchi-koo; tocarà el saxòfon, ella el violí ("When the Kids Get Married").
Més tard, Michael es vesteix amb poc èxit per al casament de la seva filla. No està satisfet amb l'elecció del marit de la seva nena ("The Father of the Bride"). Entra Agnes, plorant. El vitrall torna a aparèixer i Michael i Agnes observen la cerimònia. Acomiaden la parella que surt i es dirigeix cap a casa per enfrontar-se a un niu buit.
Agnes s'enfronta a la seva transició cap a l'edat mitjana. Ella no sap què ser ara que els seus fills ja no la necessiten tant ("What Is a Woman?"). Michael entra en escena amb dos paquets, però Agnes anuncia que se n'anirà; ella ja no estima Michael. Ella sent que ell ni l'entén ni l'agraeix i li revela una relació amb un poeta jove. Michael confessa el seu amor i preocupació per la seva dona. Li demostra que l'estima, i ella es descompon, rient i plorant alhora. Ell li ofereix un braçalet amb un encant per a cadascun d'ells, un per a cada un dels seus fills i una habitació per a molts nets. Se sent molt millor. Ballen junts i cintes de diversos colors cauen des de dalt ("Someone Needs Me").
La música canvia, es torna més suau i semblant al carrusel, mentre, junts, recullen les caixes i els papers. Comencen a fer les maletes ("Roll up the Ribbons"). La música continua a mesura que van a les seves taules i s'apliquen maquillatge, perruques i es blanquegen el cabell. Són les vuit del matí i els molt més grans Michael i Agnes es traslladen a un apartament més petit. Estan recopilant els darrers paquets i maletes per agafar-los amb els desplaçadors. Treu un maleter de vapor i troba el coixí "Déu és amor". Agnes vol deixar el coixí per als noucasats que han comprat la casa, però Michael es nega. Va ser mortificada per trobar-lo a la nit de les noces i no tindrà un altre jove traumatitzat. Agnes envia a Michael a buscar una ampolla de xampany i cola el coixí al cobrellit. Michael torna amb el xampany, però determinen que no en beuran, ja que és massa d'hora. Es miren a l'altre costat del llit i recorden quina bona vida han tingut ("This House - Finale").
Fan un últim cop d'ull al voltant i deixen l'habitació junts. Michael torna a buscar el xampany i troba el coixí "Déu és amor" a les cobertes. El posa al costat del llit d'Agnes i el xampany al seu costat abans de sortir. El teló cau a la casa.

## Cançons
| Acte I - All the Dearly Beloved - Together Forever - I Do! I Do! - Good Night - I Love My Wife - Something Has Happened - My Cup Runneth Over - Love Isn't Everything - Nobody's Perfect - A Well Known Fact - Flaming Agnes - The Honeymoon Is Over | Acte II - Where Are the Snows - When the Kids Get Married - The Father of the Bride - What Is a Woman - Someone Needs Me - Roll up the Ribbons - This House |

El disc del repartiment original va ser publicat per RCA Victor. Ed Ames va tenir un gran èxit amb la seva gravació de la cançó "My Cup Runneth Over".

## Resposta
En la seva crítica a The New York Times, Walter Kerr va escriure que les estrelles eren "fantàstiques". Martin té "diversos trucs vocals divertits ... i sempre ... amb aquell so que li surt de la gola com el vi negre a temperatura ambient". Preston està "en el seu millor moment intocable quan l'espectacle li demana que sigui pompós i de bon grat." El treball del director es nota: "Després, per gentilesa de Gower Champion, hi ha totes aquestes coses atractives que fan els dos junts ... una d'elles és, literalment, la sabata suau per acabar amb totes les sabates toves, perquè es fa amb no hi ha sabates ". Kerr va escriure, a més, que el material era "en general a penes transitable, una mena de càpsula de temps acuradament condensada de tots els clics que mai han estat generats per persones casades i / o solteres ... parlat. " ]En revisar el nou repartiment de Carol Lawrence i Gordon MacRae, Clive Barnes va escriure a The New York Times que "van exercir un cert encant". El musical és "molt lleu, efectivament ... Carol Lawrence era més que igual [de Martin]. Va fer les escenes més joves amb menys tonteries i la seva interpretació tenia una profunditat inusual en un musical. Mr. MacRae ... té una veu millor si més no més convencional."

## Premis i nominacions

### Producció original de Broadway
| Any  | Premi      | Categoria                             | Nominat                    | Resultat  |
| ---- | ---------- | ------------------------------------- | -------------------------- | --------- |
| 1967 | Premi Tony | Millor musical                        | Millor musical             | nominat   |
| 1967 | Premi Tony | Millor lletrista i músic              | Tom Jones i Harvey Schmidt | nominat   |
| 1967 | Premi Tony | Millor actor protagonista de musical  | Robert Preston             | GUANYADOR |
| 1967 | Premi Tony | Millor actriu protagonista de musical | Mary Martin                | nominatda |
| 1967 | Premi Tony | Millor direcció de musical            | Gower Champion             | nominat   |
| 1967 | Premi Tony | Millor escenografia                   | Oliver Smith               | nominat   |
| 1967 | Premi Tony | Millor vestuari                       | Freddy Wittop              | nominat   |

### Revival de l'Off-Broadway 1996
| Any  | Premi            | Categoria                          | Nominat        | Resultat |
| ---- | ---------------- | ---------------------------------- | -------------- | -------- |
| 1996 | Premi Drama Desk | Actor més destacat en un musical   | David Garrison | nominat  |
| 1996 | Premi Drama Desk | Actriu més destacada en un musical | Karen Ziemba   | nominat  |